# Aethiophysa invisalis
Aethiophysa invisalis is een vlinder uit de familie van de grasmotten (Crambidae). De wetenschappelijke naam van de soort is voor het eerst gepubliceerd in 1854 door Achille Guenée.
De soort komt voor in Canada, de Verenigde Staten en Frans-Guyana.